# Jean-Michel Lachance
Pour les articles homonymes, voir Lachance.
Jean-Michel Lachance, né le 20 janvier 1987 à Québec, est un coureur cycliste et entraîneur canadien.

## Biographie
Né à Québec, Jean-Michel Lachance commence le cyclisme à l'âge de 15 ans, après avoir pratiqué différents sports. En 2008, il fonde une nouvelle course par étapes au Canada : le Tour de Québec. Sur piste, il remporte plusieurs titres nationaux canadiens. En 2013, il remporte une étape du Tour du Costa Rica.
En 2016, il est sélectionné en équipe nationale paralympique pour participer aux championnats du monde de paracyclisme sur piste. Associé avec son partenaire non-noyant Daniel Chalifour, il termine troisième de la course en tandem. Aux Jeux paralympiques de Rio, le duo est cette fois-ci éliminé dès les qualifications, après en avoir établi le neuvième temps.

## Palmarès sur route

### Par année
- 2013
  - 4e étape du Tour du Costa Rica
- 2021
  - 1re étape du Tour de l'Équateur

### Classements mondiaux
| Année            | 2009 | 2010 | 2011 | 2012 | 2013 | 2014 |
| ---------------- | ---- | ---- | ---- | ---- | ---- | ---- |
| UCI America Tour | 237e | 285e |      |      |      | 134e |

## Palmarès sur piste

### Championnats nationaux
- 2009
  -  Champion du Canada de poursuite par équipes
- 2010
  -  Champion du Canada de poursuite par équipes
- 2011
  -  Champion du Canada de course aux points
- 2012
  -  Champion du Canada de scratch